# 維吉尼亞·拉吉
維吉尼亞·埃莱娜·拉吉（義大利語：Virginia Elena Raggi，發音：[virˈdʒiːnja ˈraddʒi]；1978年7月18日—）是一个義大利律師和政治人物，羅馬市議會議員。

## 生平
畢業於羅馬第三大學，她在2016年6月20日當選羅馬有史以來第一位女市長。
她所屬的政黨是五星運動。她曾在2017年12月表示不會在2021年競選連任，原因是基於党內條款规定，党员只能担任兩屆民選公職。

## 外部連結
- 官方網站 （意大利文）
- 維吉尼亞·拉吉的X（前Twitter）
- 維吉尼亞·拉吉的Facebook專頁

| 官衔                       | 官衔               | 官衔                       |
| -------------------------- | ------------------ | -------------------------- |
| 前任者： 伊尼亚齐奥·马里诺 | 罗马市长 2016–2021 | 繼任者： 罗伯托·瓜尔蒂耶里 |